# Carlos Nakatani
Carlos Nakatani Ávila (Ciudad de México 1934 - íd., 2 de febrero de 2004) fue un pintor, escultor, cineasta y escritor mexicano. Su padre, inmigrante, también mexicano de origen japonés, se hizo conocido por su invención de los cacahuates japoneses, hoy una botana muy popular en la Ciudad de México. Sus pinturas mezclan influencias mexicanas y japonesas, como parte de una generación de artistas que rompieron con el arte mexicano establecido desde el siglo XX. Ganó un gran número de reconocimientos por su trabajo, y fue miembro del Salón de la Plástica Mexicana.[cita requerida]

## Datos biográficos
Carlos Nakatani nació en el Centro Histórico de la Ciudad de México, en 1934, hijo de madre mexicana, Emma Ávila; y de Yoshio Nakatani, quien inmigró a México. Su padre hizo su fortuna con la invención de una botana llamada cacahuates japoneses (véase la marca Nishikawa), que originalmente vendía en el Mercado de La Merced, antes de fundar la compañía Nipón, y que siguen siendo una botana muy popular en la capital mexicana, hasta esta fecha. Mientras valoraba su herencia latina a través de su vida al disfrutar de la vida nocturna de la capital desde los años cincuenta hasta la década de 1970 y leyendo autores latinoamericanos como José Lezama Lima, su herencia asiática siguió siendo su principal influencia.
Su hermano menor era el cantante Yoshio.
Nakatani era llamado “hermanito” por sus compañeros artistas, especialmente por Gilberto Aceves Navarro. Era muy huraño y ascético, comía solo lo que necesitaba para vivir, y compraba muy poco. Se casó con Mercedes Martínez con quien tuvo dos hijas: Mayra, vendedora de arte, y Karla, actriz.
Nakatani murió el 2 de febrero de 2004, a la edad de 70 años, después de sufrir un infarto en su hogar. Tres semanas antes de esto, predijo su muerte, y le avisó a Gilberto Aceves Navarro. Karla le dedicó una actuación teatral, después de su muerte.

## Carrera
A los veinte años inicia su recorrido dentro del arte. Primero en el cine, dirigiendo tres largometrajes: La Mujer Ajena, presentada en el festival de cine de Evian, Francia; La Excursión y una Próxima Luna. Un cortometraje titulado Yoshio y varios documentales sobre los descubrimientos arqueológicos de Chichen Itzá y Bonampak.
Reconocido por la Universidad de Columbia y de París, realiza estudios de fotografía de cine y dirección escénica. En México es asistente de dirección del Maestro Seki Sano. 
Comienza su carrera dentro de las artes plásticas como alumno de la Academia de San Carlos en el taller del Maestro Francisco Moreno Capdevila, a quién dedicó sus principales exposiciones.
Su legado de especial visión, buscó un lenguaje cuyas raíces se encuentran en la tradición mexicana del color y la más refinada caligrafía japonesa. Su obra va de las imágenes casi abstractas surgidas de su vida en el viejo barrio de La Merced, donde se asentó la familia de origen japonés, dedicada a la producción del "cacahuate japonés" aprendiendo de sus ancestros la simplicidad de la línea utilizada por los antiguos maestros en ese país.
Es considerado un importante representante de la pintura de la Generación de la Ruptura y como uno de los más reconocidos coloristas del siglo XX. Su obra se encuentra en importantes colecciones en Nueva York, París, Brasilia, Londres, Sídney y Tokio. 
La carrera artística de Nakatani incluyó cinematografía y literatura junto con las artes visuales. Poco antes de que iniciara como pintor, creó una película en blanco y negro. En 1967 scribió y dirigió un drama acerca de su padre "Yoshio". Sus otros trabajos cinematográficos incluyen “Una próxima luna” en 1965 y La excursión, estelarizando a Graciela Lara, José Luis Loman, Rocío Lance, Rafael Espinosa, Rubén Islas y Marta Aura.
Escribió dos novelas. “Papá extranjero” es acerca de su relación con su padre. La otra novela consiste de 400 poemas y manuscritos que narran la vida de Mozart.
Sin embargo, Nakatani es más conocido por su pintura. Desde 1956 a 1992, exhibió su trabajo individualmente y colectivamente en México, los Estados Unidos, Cuba, Guatemala, Francia, Yugoslavia, Suiza, Australia, Nueva Zelanda y otros países. Su trabajo puede ser encontrado en las colecciones permanentes del Palacio de Bellas Artes y la Biblioteca Nacional de Francia. Al momento de su muerte, estaba trabajando en una serie de ochenta pinturas que serían exhibidas en el museo José Luis Cuevas en la Ciudad de México. Solo dieciséis de éstas fueron terminadas e incluidas en una retrospectiva llevada a cabo en el mismo museo nueve meses después de su fallecimiento bajo el título de “Tanta melancolía”. Ha tenido una exhibición mayor póstuma en el Museo Universitario del Chopo en la Ciudad de México como parte de una exhibición de artistas japoneses mexicanos y artistas japoneses en México.
Sus premios incluyen el Salón Nacional de Grabado de la Plástica Mexicana en 1976, el Premio Salvatore Rosa en grabado y acuarelas y el premio L’Arengario en Roma. También era un miembro del Salón de la Plástica Mexicana.

## Trabajo artístico
Nakatani fue un pintor, escultor y cinematógrafo conocido por su uso del color. El trabajo de Nakatani es clasificado junto con el de la Generación de la Ruptura ya que rompía con las tradiciones establecidas en la primera mitad del siglo XX. Él fue casi autodidacta. Originalmente usó pigmentos a base de agua y luego cambió a usar óleos.
Su arte fue caracterizado por su delicadez, sobriedad y sutileza de acuerdo con la crítica de arte Teresa del Conde, mezclando influencias japonesas y mexicanas. Su trabajo muestra influencia del paisaje japonés y otras pinturas asiáticas. Sus pinturas frecuentemente tenían espacios grandes y vacíos con colores tranquilos, contenían también, pocas formas humanas, aunque la humanidad es sugerida a través de sus representaciones de la naturaleza.

## Catálogos de exposiciones
- 1980 Carlos Nakatani, Glería Estela Shapiro, Galería Estela Shapiro, México D.F.